# Тейлорівський масштаб
У динаміці рідини Тейлорівський масштаб, яку іноді називають масштабом довжини турбулентності', є масштабом довжини, який використовується для характеристики турбулентного потоку рідини. Названий на честь Джеффрі Інграма Тейлора. Мікромасштаб Тейлора — це проміжний масштаб довжини, на якому в'язкість рідини істотно впливає на динаміку турбулентних вихорів у потоці. Ця шкала довжини традиційно застосовується до турбулентного потоку, який можна охарактеризувати колмогорівським спектром коливань швидкості. У такому потоці масштаби довжини, які перевищують мікрошкалу Тейлора, не зазнають сильного впливу в'язкості. Ці більші масштаби довжини в потоці зазвичай називають інерційним діапазоном. Нижче Тейлорівського масштабу на турбулентні рухи діють сильні сили в'язкості, а кінетична енергія розсіюється в тепло. Ці менші масштабні зміни довжини зазвичай називають діапазон розсіювання.
Розрахунок мікрошкали Тейлора не зовсім простий, вимагає формування певної функції кореляції потоку, яку потім розгортаємо в ряд Тейлора і використовуємо перший ненульовий член для характеристики оскуляційної параболи. Тейлорівський масштаб пропорційний {\displaystyle {\text{Re}}^{-1/2}}, тоді як Колмогорівський масштаб пропорційний {\displaystyle {\text{Re}}^{-3/4}}, де {\displaystyle {\text{Re}}} це Число Рейнольдса. Число Рейнольдса, розраховане на основі Тейлорівського масштабу {\displaystyle \lambda } , визначається як
{\displaystyle {\text{Re}}_{\lambda }={\frac {\langle \mathbf {v'} \rangle _{rms}\lambda }{\nu }},}
where {\displaystyle \langle \mathbf {v'} \rangle _{rms}={\frac {1}{\sqrt {3}}}{\sqrt {(v'_{1})^{2}+(v'_{2})^{2}+(v'_{3})^{2}}}} — середнє квадратичне значення коливань швидкості.
Тейлорівський масштаб подано як
{\displaystyle \lambda ={\sqrt {15{\frac {\nu }{\epsilon }}}}\langle \mathbf {v'} \rangle _{rms},}
де {\displaystyle \nu } кінематична в'язкість, а {\displaystyle \epsilon } — швидкість розсіювання енергії. Співвідношення з кінетичною енергією турбулентності {\displaystyle k} можна отримати як
{\displaystyle \lambda \approx {\sqrt {10\nu {\frac {k}{\epsilon }}}}.}
Тейлорівський масштаб дає зручну оцінку для флуктуаційного поля швидкості деформації
{\displaystyle \left({\frac {\partial \langle \mathbf {v} '\rangle _{rms}}{\partial \mathbf {x} }}\right)^{2}={\frac {\langle \mathbf {v} '\rangle _{rms}^{2}}{\lambda ^{2}}}.}